# Friedhof Hietaniemi

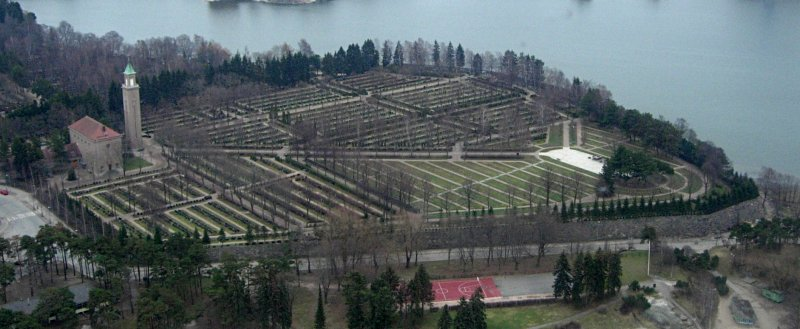
Friedhof Hietaniemi, westliches Ende

Der Friedhof Hietaniemi (finnisch Hietaniemen hautausmaa, schwedisch Sandudds begravningsplats) ist der mit Abstand größte Friedhof in der finnischen Hauptstadt Helsinki.
Der Friedhof grenzt unmittelbar an den Strand von Hietaniemi (schwedisch Sandudd) an, der ihn im Nordwesten begrenzt. Er enthält einen Militärfriedhof und ist auch Ort finnischer Staatsbegräbnisse. Ebenso befinden sich auf dem Friedhof die Gräber von 121 deutschen Kriegstoten.

## Bekannte Grabstätten

### Finnische Staatspräsidenten
- Kaarlo Juho Ståhlberg (1865–1952)
- Lauri Kristian Relander (1883–1942)
- Risto Heikki Ryti (1889–1956)
- Carl Gustaf Emil Mannerheim (1867–1951)
- Juho Kusti Paasikivi (1870–1956)
- Urho Kaleva Kekkonen (1900–1986)

### Finnische Künstler
- Alvar Aalto (1898–1976), Architekt
- Elissa Aalto (1922–1994), Architektin, zweite Frau Alvar Aaltos
- Erik Bergman (1911–2006), Komponist
- Mauri Favén, Maler
- Akseli Gallen-Kallela (1865–1931), Maler
- Albert Gebhard (1869–1937), Maler
- Tauno Hannikainen, Dirigent
- Eila Hiltunen (1922–2003), Bildhauerin
- Åke Lindman (1928–2009), Schauspieler, Filmregisseur
- Reko Lundán (1969–2006), Dramatiker
- Leena Estelle Luostarinen, Malerin
- Aino Marsio-Aalto (1894–1949), Architektin, erste Frau Alvar Aaltos
- Usko Meriläinen (1930–2004), Komponist, Kunstkritiker
- Usko Nyström, Architekt
- Selim Palmgren (1878–1951), Komponist
- Pertti „Spede“ Pasanen, Künstler, Filmregisseur, Erfinder
- Martti Pokela, Musiker
- Timo Sarpaneva (1926–2006), Designer
- Michael Schilkin, Keramiker
- Eero Seppälä, Architekt
- J.S. Sirén, Architekt
- Anita Snellman (1924–2006), Malerin
- Edward Vesala (1945–1999), Jazz-Musiker, Komponist
- Mika Waltari (1908–1979), Autor
- Tapio Wirkkala (1915–1985), Designer

### Sonstige Persönlichkeiten
- Heikki Aaltoila (1905–1992), Komponist
- Siiri Angerkoski, Schauspielerin
- Eero Antikainen, Politiker
- Alexei Apostol, Soldat
- Sinikka Arteva, Reporter
- Vivica Bandler, Theatermanager
- Kim Borg (1919–2000), Opernsänger
- Anni Collan, Pädagogin
- Otto Donner (1835–1909), Linguist und Politiker
- Albert Edelfelt (1854–1905), Maler
- Adolf Ehrnrooth (1905–2004), General
- Karl-August Fagerholm (1901–1984), Politiker
- Karl Fazer (1866–1932), Unternehmer
- Nils-Eric Fougstedt (1910–1961), Dirigent
- Holger Fransman (1909–1997), Musiker
- Erik von Frenckell (1887–1977), Politiker
- Eelis Gulin, Bischof
- Saulo Haarla, Darsteller
- Antti Hackzell (1881–1946), Premierminister
- Ilpo Hakasalo, Reporter
- Christer „Cisse“ Häkkinen, Hurriganes-Bandmitglied
- Jyrki Hämäläinen, Chefredakteur
- Theodor Höijer, Architekt
- Veikko Hursti, Philanthrop
- Tove Jansson (1914–2001), Schriftstellerin
- Eero Järnefelt (1863–1937), Maler
- Martti Jukola, Radioreporter
- Eino Jurkka, Schauspieler und Theatermanager
- Emmi Jurkka, Schauspielerin und Theatermanagerin
- Jussi Jurkka, Schauspieler
- Maj Inkeri Kajava, Autorin und Malerin
- Viljo Kajava, Autor
- Kyösti Karhila, Pilot
- Ahti Karjalainen (1923–1990), Politiker und Direktor der Bank von Finnland
- Toivo Kärki, Komponist
- Heino Kaski (1885–1957), Komponist
- Kauko Käyhkö, Schauspieler und Sänger
- Sylvi Kekkonen, Frau von Präsident Urho Kekkonen, Autorin
- Toivo Mikael Kivimäki, Premierminister
- Uuno Klami (1900–1961), Komponist
- Rudolf Koivu, Illustrator und Maler
- Birgit Kronström, Schauspielerin und Sängerin
- Toivo Kuula (1883–1918), Komponist
- Hertta Kuusinen (1904–1974), Politikerin
- Eino Leino (1878–1926), Dichter
- Keijo Liinamaa (1929–1980), Premierminister
- Curt Lincoln, Rennfahrer
- Edwin Linkomies (1894–1963), Kanzler und Premierminister
- Leevi Madetoja (1887–1947), Komponist
- Eugen Malmsten, Musiker und Komponist
- Georg Malmstén (1902–1981), Komponist und Dirigent
- Ragni Malmsten-Karjalainen, Sängerin
- Sophie Mannerheim (1863–1928), Krankenschwester
- Erkki Melakoski, Komponist
- Erkki Melartin (1875–1937), Komponist
- Oskar Merikanto (1868–1924), Komponist
- Nils Mustelin
- Anna Mutanen-Liedes, Opernsängerin
- Algot Niska
- Assi Nortia, Schauspielerin
- Martti Parantainen, Soldat
- Lauri Posti, Forscher
- Armas J. Pulla, Autor
- Simo Puupponen (1915–1967), Schriftsteller
- Juha Rihtniemi, Politiker
- Joel Rinne, Schauspielerin
- Eino Ripatti
- Heikki Ritavuori, Innenminister
- Artturi Rope
- Alpo Sailo, Bildhauer und Maler
- Eetu Salin, Chefredakteur und Politiker
- Ville-Veikko Salminen, Schauspieler
- Ilmari Salomies, Erzbischof
- Antti Satuli, Botschafter
- Helene Schjerfbeck (1862–1946), Malerin
- Hugo Simberg (1873–1917), Maler
- Jukka Sipilä, Schauspieler
- Harri Sirola, Autor
- J.V. Snellman, Politiker
- Aili Somersalmi, Schauspielerin
- Urho Somersalmi, Schauspieler
- Kalevi Sorsa (1930–2004), Premierminister
- Arto Sotavalta, Sänger
- Väinö Tanner (1881–1966), Premierminister
- Niilo Tarvajärvi, Reporter
- Einari Teräsvirta (1914–1995), Architekt und Sportler
- Penna Tervo (1901–1956), Journalist und Politiker
- Clas Thunberg (1893–1973), Eisschnellläufer und Olympiagewinner
- Herbert Tillander, Gemmologe
- Esko Toivonen, Künstler
- Sakari Topelius (1818–1898), Autor
- Sakari Tuomioja (1911–1964), Diplomat
- Algot Untola Autor
- Juha Vainio (1938–1990), Sänger
- Juha Yrjänä Virkkunen, Kulturreporter
- Voitto Viro, Vikar
- Rudolf Walden (1878–1946), General
- Petri Walli, Sänger und Gitarrist bei Kingston Wall
- Arvo Ylppö (1887–1992), Kinderarzt
- Yrjö Sakari Yrjö-Koskinen (1830–1903), Senator
- Hannu Mikkola (1942–2021), Rallyefahrer

### Andere Nationalitäten
- Anna Vyrubova (1884–1964), Hoffräulein, Russin
- Artur Sirk (1900–1937), Politiker, Este
- Fredrik Pacius (1809–1891), Komponist, Deutscher
- Carl Ludvig Engel (1778–1840), Architekt, Deutscher
- George de Godzinsky, Komponist und Dirigent, Russe

## Bilder

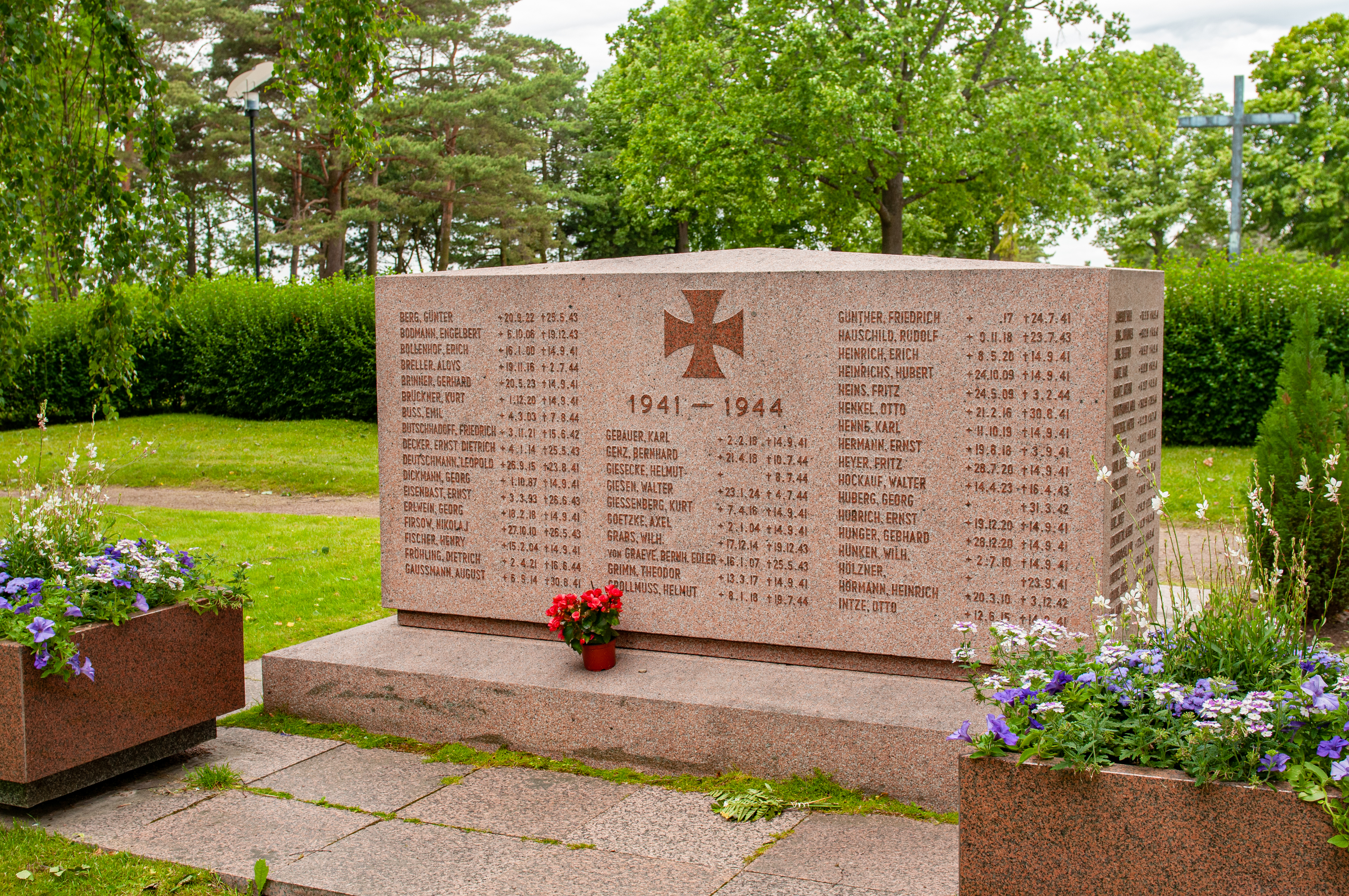
Gedenkstein für gefallene deutsche Soldaten
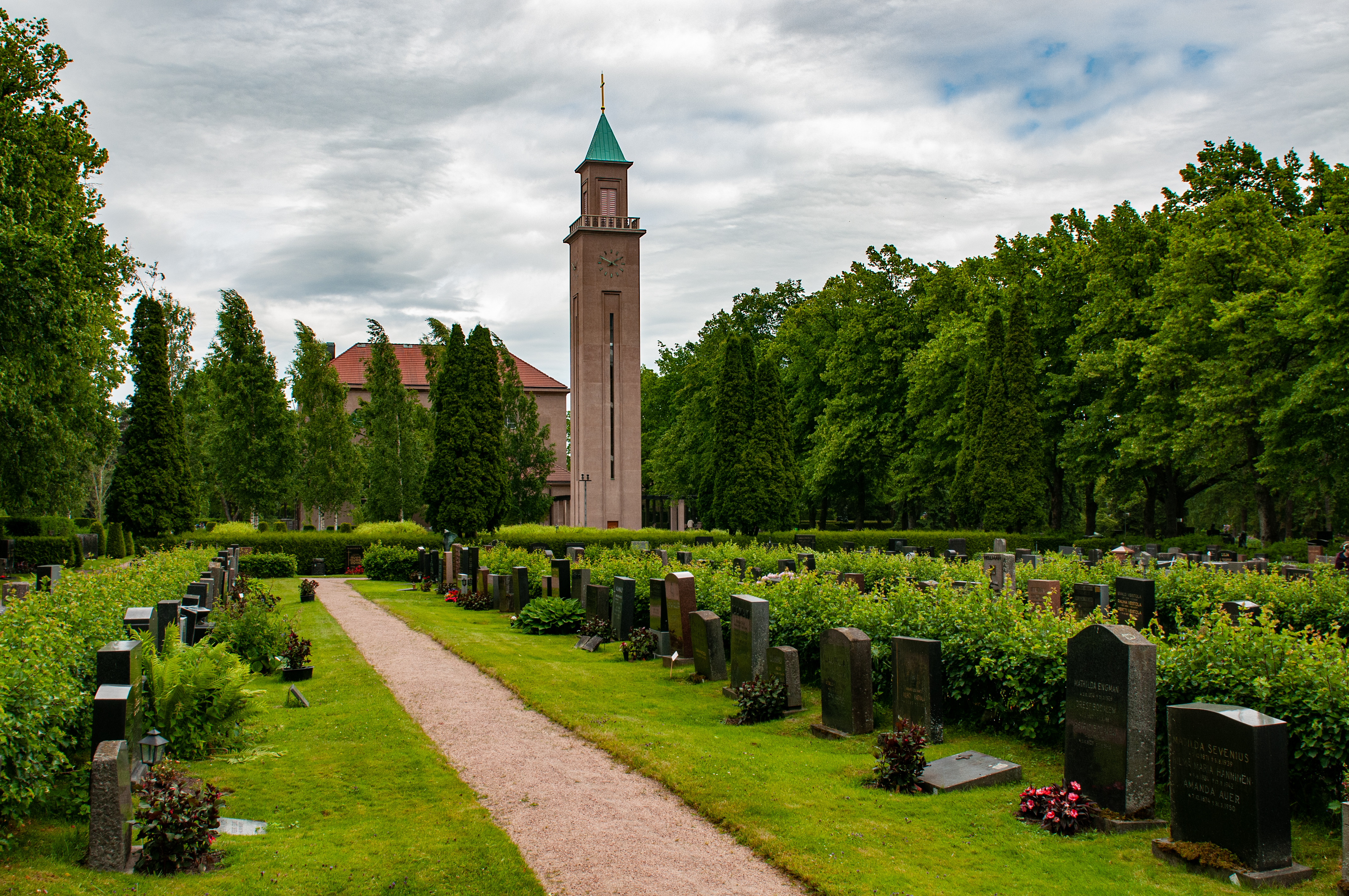
Friedhof
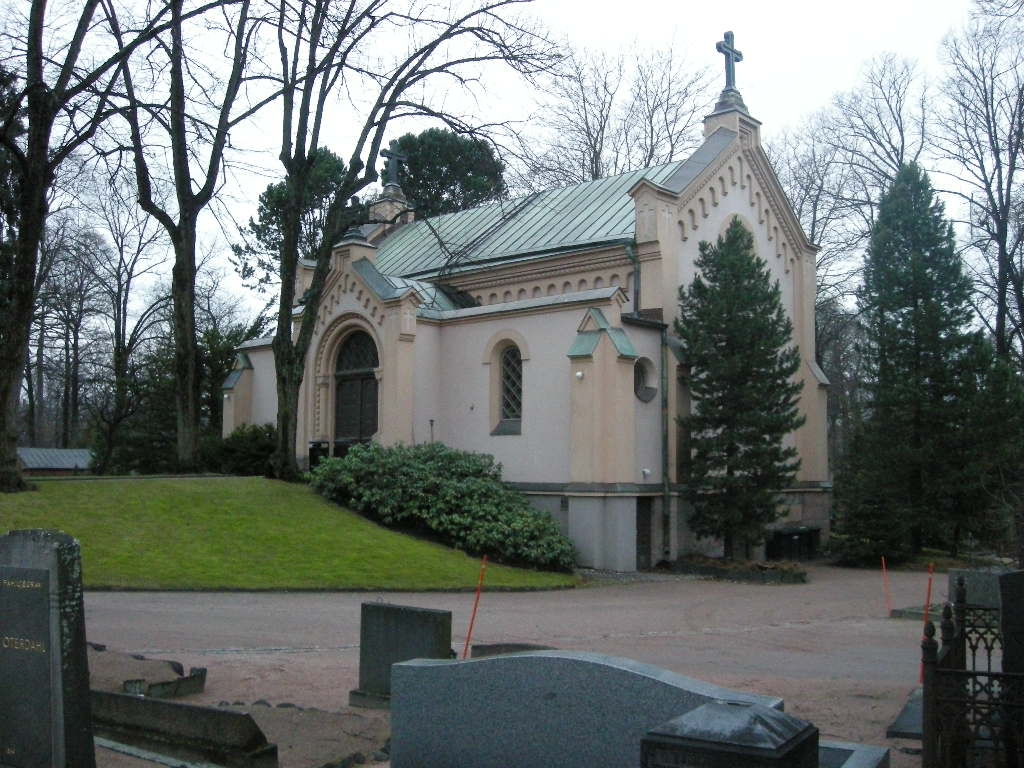
Alte Kapelle